# Jozef Pignatelli
Jozef Maria Pignatelli of Giuseppe Maria Pignatelli (Zaragoza, 1737 - 11 november 1811) was een belangrijke jezuïet tijdens de onderdrukking van de Sociëteit van Jezus van tussen 1773 en 1814.

## Leven
Pignatelli werd geboren uit een Spaanse moeder en een Italiaanse adellijk vader. Toen hij op zijn negende wees werd, ging hij op het jezuïetencollege van Zaragoza wonen. In 1753 trad hij samen met zijn broer toe tot de jezuïetenorde in Tarragona. In die tijd kreeg hij ook tuberculose, een ziekte die hem de rest van zijn leven zou achtervolgen. In 1763 ontving hij de priesterwijding. Hij was als leraar werkzaam in Manresa, Bilbao en Zaragoza.
Door een decreet van koning Karel III van Spanje werd hij in april 1767 uit Spanje verdreven. Hoewel hij op grond van zijn adellijke titel het recht had om te blijven, ging hij toch met zijn verdreven medebroeders mee. Gaandeweg werd duidelijk dat de jezuïeten overal opgeheven werden, behalve in Pruisen en Rusland. Pignatelli stelde alles in het werk om de overblijfselen van de Sociëteit van Jezus bij elkaar te houden. Het is onder andere aan zijn inspanning te danken dat de orde na 41 jaar onderdrukt te zijn geweest, weer snel tot bloei kon komen.
Groepen voormalige jezuïeten vormden nieuwe organisaties, zoals de Sociëteit van het Heilig Hart van Jezus in Frankrijk en de Sociëteit van het Geloof van Jezus in Italië. De jezuïeten bestonden verder nog in Rusland en Pignatelli verbond zich met hen, hoewel hij in Italië woonachtig bleef. In 1775 gaf paus Pius VI toestemming aan jezuïeten uit andere landen om tot de Russische medebroeders toe te treden. In 1799 werd de oprichting van een noviciaat in Colorno (Italië) toegestaan. Pignatelli werd de eerste nieuwe novicenmeester. In 1801 werden de jezuïeten opnieuw toegelaten door Karel Emanuel IV van Sardinië, die zelf in 1815 tot de orde toe zou treden.
Helaas heeft Pignatelli het complete herstel van de sociëteit niet meer vanuit Italië kunnen meemaken.

## Verering
Jozef Maria Pignatelli werd op 21 mei 1933 zalig verklaard door paus Pius XI. Zijn heilgverklaring volgde in 1954. Zijn gedenkdag was vroeger op 11 november, tegenwoordig op 15 november en op sommige kalenders 28 november.
- Biblioteca Nacional de España: XX1519742
- Gemeinsame Normdatei: 123022681
- International Standard Name Identifier: 0000 0000 8085 5666
- Library of Congress Control Number: no92018361
- Bibliotheek van het Japanse parlement: 00916393
- Nationale Bibliotheek van Tsjechië: xx0125632
- Nederlandse Thesaurus van Auteursnamen: 087337509
- Virtual International Authority File: 5829646
- WorldCat: E39PBJqk8VpYWHdhKJdMwwpQMP